# Colonia Wanda
Colonia Wanda é uma cidade argentina situada a 47 Km de Puerto Iguazú cuja maior fonte de recursos é o extrativismo mineral de pedras semi-preciosas e preciosas.